# ANNA
ANNA（あんな、1975年9月22日 - ）は、日本の歌手、ラジオパーソナリティ、ナレーター。血液型A型。キャストコーポレーション所属。
父親・桂菊丸、母親・泉アキの長女として生まれる。妹はタレントの大塚安里。自身は2007年・2008年に子供をもうけ、2女の母でもある。

## 来歴

### 角松敏生プロデュース
1995年、当時自身の音楽活動を休止していた角松敏生がエイベックスの松浦勝人と新人ボーカリスト発掘プロジェクト、VOCALANDを発足。オーディションで選ばれたANNAはその中の一人として活動することが決定する。
1996年初頭より、同社のレーベル、cutting edgeよりVOCALAND名義の作品が随時発売開始され、ANNAはプロジェクト3人目のフィーチャリング・ボーカリストとして角松が手掛けたシングル「Heart to you 〜夜が終わる前に〜」で同年6月12日にメジャー・デビュー。デビュー曲でありながらユニマットのコマーシャルソングのタイアップを獲得する。
同年のその後、ANNAはVOCALANDから独立、当時・元avextrax代表取締役の鈴木一成がポニーキャニオン内に設立したレーベル、INOKS RECORDS（アイノックスレコード）に移籍。角松敏生のプロデュース継続の下、「Colors」「会いたくて 会えなくて」「LAST DANCING」「あんなに恋した」の4枚のシングルと「ANNA」「Stories」の2枚のアルバムを発表するも、角松の活動休止期間終了に於けるプロデュース期の終焉とアイノックスレコードの消滅が重なり潤沢なリリースが途絶える。
1999年、ポニーキャニオンに移籍するも「ナオミの夢」「bitter sweet」シングル2枚のみで契約終了を迎える。

### ラジオパーソナリティの活動へ
2001年初頭、映画「デコトラ外伝〜男人生夢一路」で映画初出演、俳優として活動するも、1作のみで出演は途絶える。同年4月、エフエムナックファイブの「ザ・サンシャイン・コースト」レギュラー出演をきっかけにラジオパーソナリティとしての活動が活発となり、在京放送局を中心に、レギュラーラジオ番組が途絶えない人気ラジオパーソナリティとなっている。

## ディスコグラフィ

### シングル
1. Heart to you 〜夜が終わる前に〜[1]（1996/06/12） 
  - Anna from VOCALAND名義
2. Colors[2]（1996/11/21）
3. 会いたくて 会えなくて[3]（1997/03/05）
4. LAST DANCING[4]（1997/05/16）
5. あんなに恋した[5]（1998/02/18）
6. ナオミの夢[6]（1999/06/17）
7. bitter sweet[7]（1999/11/17）
8. Be with you[8]（2001/02/21）

### アルバム
1. ANNA[9]（1997/03/21）
2. Stories[10]（1998/03/18）

### DVD
1. デコトラ外伝〜男人生夢一路[11]（2001/03/21）「爆走デコトラ伝説」実写版。

## 出演番組

### 放送中
- miracle!! （bayfm）月曜〜木曜（2008年10月〜）

### 終了
- POWER ZZZ（FM-FUJI）
- J-POP SQUARE（FM-FUJI）
- ザ・サンシャイン・コースト（2001年4月-2003年3月、NACK5)
- ANNAのHAPPY-GO-LUCKY（2002年 - 2006年3月、TOKYO FM）
- ALL JAPAN SUPER COUNT DOWN（2003年4月-2005年3月、NACK5）
- 爆笑問題の検索ちゃん（テレビ朝日）天の声ナレーター（妊娠のため降板）
- au DOWNLOAD MUSIC CHART（2005年4月 - 2006年12月及び2007年4月 - 2008年3月、JFN）
  - ※2007年1 - 3月は出産のため番組を一時降板。代理として「RADIO MAGAZINE WHAT'S IN?」（1996 - 2006年放送）のDJだった江藤麻由がDJを務めた。
- FLY!DAY TRIPPER〜FROM SKY GATE〜TRIP1 （2006年7月 - 2008年3月、bayfm）
  - ※2007年1 - 3月は出産のため番組を一時降板。
- Circle K Sunkus wakuwaku MUSIC-LABO （FMヨコハマ、bayfm、NACK5）

### ゲスト出演
- 踊る!さんま御殿!!（日本テレビ）